# 佐々生佳典
佐々生 佳典（ささお よしのり、1978年10月14日 - ）は、NHKのアナウンサー。

## 人物
山口県岩国市出身、山口県立岩国高等学校を経て、一橋大学社会学部を卒業後、2003年（平成15年）4月にNHKに入局。
主にスポーツ番組で活躍。

## 導話
- 2015年（平成27年）に初めて甲子園で夏の全国高校野球のテレビ・ラジオの実況を担当した。
- 早朝の散歩が得意である[2]。
- 2020年（令和2年）9月に広島放送局に異動。
- 2023年（令和5年）8月に岡山放送局に異動。

## 現在の担当番組
- スポーツ中継（サッカーなど）
- 岡山県のニュース・中継・リポート
- 広島放送局への応援
  - 広島県・中国地方のニュース
    - お好み845

## 過去の担当番組
松江放送局時代（2003年度 - 2007年度）
- 情報満開!しまねっと キャスター（ - 2008年3月）
  - 昼間敬仁アナ（現・東京アナウンス室）と隔週で担当。同じく隔週担当のキャスター・藤原美樹子とのコンビで担当。
  - 2008年6月2日から6日まで、昼間アナの代理でキャスターを務めている。
- 生中継 ふるさと一番! 中継お届け人
  - 2008年2月18日・19日に放送。島根県安来市からの中継で、旅人は河相我聞。
- おーい、ニッポン（2007年10月7日、BS-2）中継リポーター
  - 浜田市三隅町からの中継で、アナウンサーの井上裕貴（現・東京アナウンス室）、ホーム・チームと共に棚田や石見神楽の様子をリポートしていた。
- 島根県のニュース・中継・リポート

山形放送局時代（2008年度 - 2013年度）
- ワンダフル東北「義と愛に戦略あり〜直江兼続　敗北からの復活〜」語り

※2008年12月12日に東北地方で放送。2009年1月11日には全国放送されている。
- やまがたニュースアイ
- 山形県のニュース・中継・リポート

札幌放送局時代（2014年度 - 2017年7月）
- 2014 FIFAワールドカップ スタジオキャスター（東京・渋谷への応援）（2014年6月25日 - 6月27日）
- NHKニュースおはよう北海道 キャスター（2014年4月 - 2015年3月、2017年4月 - 2017年7月）
- 北海道のニュース・中継・リポート

東京アナウンス室時代（2017年8月 - 2020年8月）
- NHKプロ野球 - 実況
- ラグビーワールドカップ2019 - 実況・ベンチリポート
- ラジオニュース（不定期）

広島放送局時代（2020年9月 - 2023年7月）
- NHKプロ野球
- Jリーグ中継 - 実況
- 第103回全国高等学校野球選手権大会　実況（大阪放送局への応援）
- 広島県・中国地方のニュース
- ひろしまニュース845→お好み845
  - 岡山放送局への異動後も、応援で担当する場合あり（2023年12月4日など）
- ニュースちゅうごく645
- お好みワイドひろしま - 「お好みスポーツ」キャスター（隔週）
  - 2022年7月最終週・8月第1週の松尾剛の休暇時は、代理でメインキャスターを担当（出山知樹と分担）。また短縮時のシフト勤務で担当の場合あり

岡山放送局時代（2023年8月 - ）
- もぎたて!（キャスター：2024年4月1日 - 2025年3月28日）（原田裕和と隔週で担当）
  - 勝呂恭佑の代理キャスター（2023年8月15日、10月16日、12月8日）
  - 井上あさひの代理キャスター（2025年7月28日）

## 主な実況実績
サッカー女子W杯
- 2023年、女子オーストラリア・ニュージーランド大会実況 - 準々決勝日本－スウェーデン戦を担当（岡山局時代）
- 2024年　J1昇格プレーオフ決勝　ファジアーノ岡山VSベガルタ仙台戦